# Djungelbokens värld
Djungelbokens värld är ett talalbum från 1979 med allkonstnären Jan Lindblad. På albumet berättar Lindblad en del från hans bok Djungelbokens värld med inspelade ljud från tigrar, lejon, fåglar, med flera djur. Meningen med skivan var att man skulle med alla naturljuden komma närmare djungellivet.
Citat från skivfodralet: Min bok med samma namn berättar i stor detalj om den här världen - men med ljuden kommer vi verkligheten otroligt nära. Utgiven på skivbolaget RCA Victor skivnummer: PL 40165.

## Spårförteckning
Sida 1
1. Tiger och Barasingha-hjortar
2. Tigersommar
3. Chital, langur och sambar
4. Chital i parningstid
5. Tigernatt

Sida 2
1. Asiatiska lejon
2. Den tropiska kvällen
3. Bharatpur, Asiens största fågelsjö
4. I noshörningarnas gräsdjungel
5. Natt i Sri Lanka

Natt i Sri Lanka kom senare på en singel tillsammans med låten Annie Laurie's song.